# Fairytale of New York
Fairytale of New York è una canzone natalizia del gruppo irlandese The Pogues, pubblicata nel 1987, ed eseguita insieme alla cantante Kirsty MacColl.
Il brano, una ballata in stile folk irlandese, è stato scritto da Jem Finer e Shane MacGowan e fa parte dell'album del gruppo intitolato If I Should Fall from Grace with God. L'arrangiamento è di Fiachra Trench. È stata votata come migliore canzone natalizia di tutti i tempi in vari sondaggi televisivi, radiofonici e giornalistici effettuati nel Regno Unito e in Irlanda.

## La registrazione e il testo
Originariamente la canzone doveva essere un duetto tra Shane MacGowan e la bassista dei Pogues Cait O'Riordan, ma quest'ultima lasciò il gruppo nel 1986, prima che il brano fosse stato completato All'epoca il produttore dei Pogues era Steve Lillywhite, che chiese a sua moglie Kirsty MacColl di registrare una traccia per la voce femminile che fungesse da linea guida in una versione demo del pezzo. L'esecuzione della MacColl piacque così tanto ai Pogues che le chiesero di interpretare il brano anche nella sua versione definitiva.
Il brano descrive una sorta di sogno ad occhi aperti di un immigrato irlandese che sta passando la vigilia di Natale smaltendo una sbornia chiuso in una cella da ubriachi a New York. Quando un altro ubriaco chiuso con lui nella cella si mette a cantare una strofa della ballata irlandese The Rare Auld Mountain Dew il narratore (MacGowan) inizia a sognare il personaggio femminile del brano. Il resto della canzone (che può essere interpretato come un monologo interiore) prende la forma di un botta e risposta tra la coppia, che la vigilia di Natale, litigando, parla delle proprie speranze giovanili distrutte dall'alcolismo e dalla dipendenza dalla droga.
Il canto melodioso della MacColl crea un forte contrasto con la voce rauca e impastata di MacGowan, e le strofe sono di tono talvolta dolce-amaro altre semplicemente amareggiato: es. Happy Christmas your arse/I pray God it's our last (It. "Buon Natale stronzo! / Prego Dio che sia l'ultimo insieme"). I versi Sinatra was swinging e cars as big as bars (It. "Sinatra cantava lo swing" e "Automobili grandi come bar") lasciano intendere che la storia sia ambientata verso la fine degli anni quaranta.
Il titolo, ripreso dal romanzo A Fairy Tale of New York dello scrittore James Patrick Donleavy, venne scelto dopo che il brano era stato già registrato.

## Il video
Nel brano MacGowan e la MacColl intonano per due volte, "The boys of the NYPD choir still singing "'Galway Bay" (It. "I ragazzi del coro della NYPD stanno cantando 'Galway Bay'"). Il Dipartimento di polizia di New York in realtà non ha un coro, ma dispone di una banda di percussioni e cornamuse che ha partecipato alla realizzazione del video. La banda non sapeva suonare Galway Bay e, mentre veniva filmata, suonò invece la sigla del Mickey Mouse Club; il filmato venne poi opportunamente rallentato in fase di produzione per adattarlo al ritmo del brano.
Al video ha preso parte l'attore Matt Dillon, che ha interpretato il poliziotto che arresta lo sbronzo MacGowan.

## Censura
Il 18 dicembre 2007 l'emittente radiofonica BBC Radio 1 censurò le parole "faggot" (it. frocio) e "slut" (it. puttana) da Fairytale of New York per "evitare di commettere un reato". Le parole, cantate dalla MacColl e da MacGowan come insulti reciproci, furono coperte da un suono. La madre di Kirsty MacColl definì la censura "ridicola", mentre i Pogues dissero di averla trovata "divertente". La BBC in un comunicato disse: "Abbiamo trasmesso una versione modificata perché alcuni ascoltatori potrebbero trovare l'originale offensivo". Più tardi, la stessa sera, l'emittente fece marcia indietro e fece sapere che, dopo una giornata passata a sentire le critiche di artisti e ascoltatori, avevano deciso di ritornare sulla propria decisione. Sempre la stessa sera andò quindi in onda anche la versione integrale. Gli altri canali della BBC, tra cui la tendenzialmente conservatrice BBC Radio 2, continuarono a trasmettere la versione originale.
Anche MTV ha rimosso e reso incomprensibili le parole "slut", "faggot" e "arse" al momento di trasmettere il brano.

## Popolarità
La canzone fu lanciata nel Regno Unito e in Irlanda nel novembre 1987 e divenne rapidamente un successo, trascorrendo cinque settimane al primo posto della classifica di vendita irlandese. Il 17 dicembre 1987 i Pogues e la MacColl eseguirono il brano nel popolare spettacolo televisivo della BBC Top of the Pops, esibizione che spinse Fairytale of New York al secondo posto della classifica ufficiale UK Top 75.
Il brano concluse al 48º posto tra i più venduti del 1987 nonostante fosse stato in vendita solo per un mese e non ottenne il primo posto nella Classifica britannica dei singoli natalizi, andato alla cover di Always on My Mind dei Pet Shop Boys. Sembra che MacGowan abbia commentato il fatto con la sua tipica "delicatezza" affermando: "Siamo stati battuti da due checche e una drum machine". In seguito la Mac Coll dichiarò di non essersi in realtà mai sentita in competizione con i Pet Shop Boys, in quanto facevano un genere di musica completamente diverso.
La canzone fu ripubblicata dai Pogues nel Regno Unito nel 1991 (raggiungendo il 36º posto) e nuovamente nel Regno Unito e in Irlanda per il Natale 2005., raggiungendo il 3º posto della classifica nel Regno Unito. Tutti i proventi di quest'ultima edizione furono devoluti parte a varie associazioni che si occupano dei senzatetto e parte a Justice for Kirsty, una campagna di sensibilizzazione organizzata per far emergere la verità riguardo alla morte della MacColl, avvenuta nel 2000.
Nel 1996 è stata usata come brano introduttivo del film Basquiat.
Con l'avvento del fenomeno del download, che ha permesso a un brano di entrare nelle classifiche di vendita anche senza la presenza di un supporto fisico, Fairytale of New York ha fatto regolarmente il suo ingresso nella classifica dei singoli più venduti nel Regno Unito e in Irlanda nel dicembre di ogni anno a partire dal 2005. Verso la fine del 2012 ha raggiunto il milione di copie vendute nel Regno Unito.
Il 22 dicembre 2005 i Pogues hanno eseguito il brano in uno speciale televisivo condotto da Jonathan Ross su BBC One; il posto della MacColl come interprete femminile fu preso dalla cantante Katie Melua. Si trattò della prima esecuzione televisiva del pezzo da parte dei Pogues dopo il 1988.
Nel dicembre 2012 la canzone è stata ripubblicata per celebrarne il venticinquennale.
Il brano, eseguito dal cantante folk irlandese Christy Moore, è presente sul suo album del 1991 Smoke and Strong Whiskey.
Nel 2011 Angelo Branduardi ne ha scritto una versione in italiano intitolata Favola di Natale a New York, cantata con Fawzia Selama e inclusa nell'album Così è se mi pare.

## Classifiche

### Classifiche settimanali
| Classifica (1987-2022) | Posizione massima |
| ---------------------- | ----------------- |
| Australia              | 45                |
| Nuova Zelanda          | 18                |
| Regno Unito            | 2                 |
| Svizzera               | 48                |

### Classifiche di fine anno
| Classifica (2023) | Posizione |
| ----------------- | --------- |
| Regno Unito       | 73        |